# Trotteur Norfolk
Pour les articles homonymes, voir Norfolk.
Vous lisez un « bon article » labellisé en 2014.
Le trotteur Norfolk (anglais : Norfolk Trotter) est une race de chevaux carrossiers et de selle développée vers 1750 dans l'Est de l'Angleterre, et en particulier dans le comté du Norfolk, auquel il doit son nom. Il est exporté vers de nombreux pays. Il influence beaucoup d'autres races au XIXe siècle, comme le Furioso-North Star, le trotteur français et le trotteur américain dit Standardbred. Il donne également naissance au carrossier du Yorkshire, par croisement avec des pur-sang. Il est utilisé sous la selle dans les zones où il n'y a pas de route, et surtout attelé. Réputé pour sa capacité à trotter sur de grandes distances, il excelle dans les courses de trot montées et attelées très populaires au début du XIXe siècle. La race telle qu'elle est connue décline après les années 1840 et finit par être fusionnée avec le carrossier du Yorkshire pour donner un cheval d'attelage élégant, nommé le Hackney.
Un registre généalogique (stud-book) est créé sur le tard, en 1883, alors que ces chevaux trotteurs ont essaimé dans toute l'Angleterre. Aussi est-il placé sous la responsabilité de la Hackney Horse Society, et prend-il le nom de Hackney, sous lequel il reste connu de nos jours.

## Histoire

### Origine
L'origine du trotteur Norfolk remonte probablement au Moyen Âge. Au XIe siècle, des chevaux danois sont introduits en Angleterre. Les registres disent qu'ils se sont reproduits avec les juments du pays, et des chevaux flamands d'attelage, un nom désignant l'ancêtre du Frison. La race Frison a donc vraisemblablement influencé le trotteur Norfolk. Les meilleurs chevaux d'attelage au trot sont déjà réputés venir du Norfolk, à la fin du Moyen Âge. En 1542, le roi Henry VIII demande aux riches propriétaires anglais de garder un certain nombre d'étalons trotteurs. Ces trotteurs sont bien établis dans le comté du Norfolk au Sud-Est de l’Angleterre, dans les années 1750, probablement sous l'influence de croisements avec des chevaux importés des Flandres toutes proches. Un étalon né en 1755, nommé Shales, est apprécié dans la formation de cette race et en est considéré comme l'étalon fondateur,. Également connu sous le nom de Old Shales, il est le fils de Blaze (né en 1733) et le petit-fils du célèbre Flying Childers, descendant du Darley Arabian. Ses descendants Scot Shales (1762) et Driver (1766) achèvent de former la race.

### Développement de la race

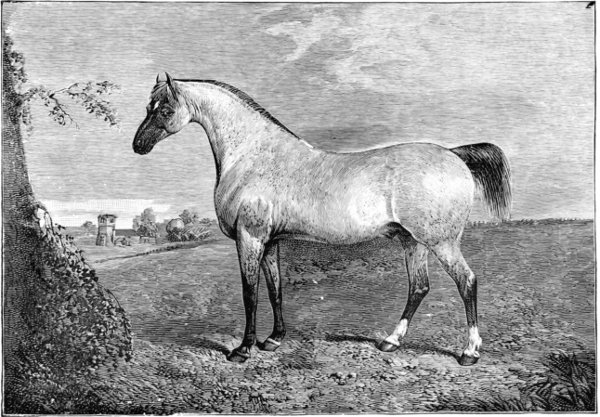
The Norfolk Phenomenon.

En 1787, le trotteur du Norfolk attire l'attention de John Marshall, qui le décrit dans The Rural Economy of Norfolk comme un cheval léger mais vigoureux au travail. Le comté, proche des Pays-Bas, emploie ces trotteurs pour favoriser le commerce. Lorsque les routes d'Angleterre sont améliorées pour faciliter la circulation des attelages, la demande en trotteurs endurants s’accroît significativement. Dans le même temps, les Anglais se passionnent pour les matches, des courses au trot entre deux chevaux avec paris. En 1783, un match se court entre Londres et Epsom, mais c'est surtout la jument aubère Phenomenon, née en mai 1788 à Melton, qui fait la renommée de la race en couvrant par deux fois 17 miles (environ 27 km) en moins d'une heure. Fireaway, fils de Driver, est lui aussi un trotteur réputé de l'époque, dont les saillies coûtent une somme considérable. Des personnalités influentes commencent à acquérir les meilleurs chevaux carrossiers du pays, mais les courses de trot restent un loisir populaire,.
De la fin du XVIIIe siècle au premier quart du XIXe siècle, le trotteur Norfolk est réputé pour être le trotteur le plus rapide du monde. Sous la Régence (1811-1820), la mode des attelages évolue vers la demande d'un cheval portant la tête haut, avec une forte action du genou, ce qui se fait au détriment de la vitesse.

### Disparition
Les matches de trot disparaissent progressivement du paysage anglais passées les années 1840, et l'arrivée des chemins de fer diminue la nécessité de posséder un trotteur apte à tenir de longues distances. La demande s’accroît, par contre, pour des chevaux élégants aux actions relevées, aptes aux courtes distances. En 1859, lord Albemarle s'effraie de la disparition progressive du trotteur Norfolk. En 1883, alors que l'élevage des trotteurs a depuis longtemps dépassé les frontières du comté de Norfolk, les éleveurs créent un registre de race sous la responsabilité de la Hackney Stud Book Society. Tous les chevaux trotteurs d'Angleterre prennent alors le nom de Hackney. Le trotteur Norfolk influence significativement le cheval Hackney connu de nos jours, mais il disparaît en tant que race propre.

## Description

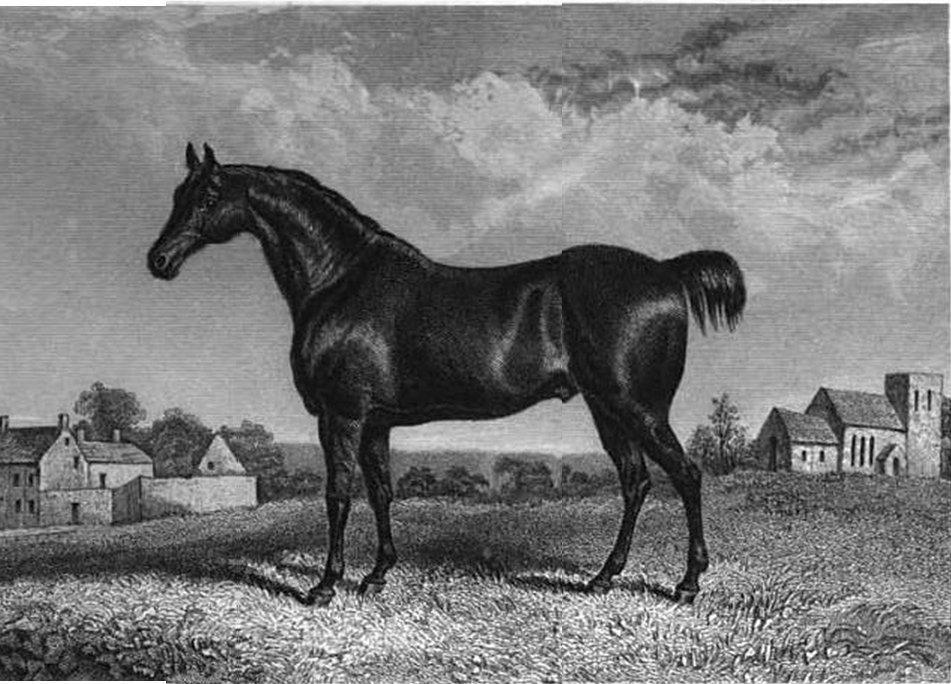
Confidence, un « cob du Norfolk », en 1859.

Il existe très peu de descriptions détaillées des trotteurs Norfolk. De manière générale, ils présentent un type cob plus prononcé que chez le carrossier du Yorkshire. Forts et bien bâtis, ils sont réputés pour être de « grande taille ». La tête est de profil busqué. La race est également connue pour sa grande endurance.
L'un des meilleurs étalons de la race en France, Black Smurggler, porte une robe noire sans marques blanches excessives. En 1825, le trotteur Marshland Shales, l'un des descendants de Shales, est décrit comme haut de 1,49 m, doté d'une grosse tête de cheval de labour et d'une très grosse encolure, avec une arrière-main de Pur-sang. Il porte 126 kilos, et trotte une fois les 27 km en une heure sur une route dure, chargé de 77 kilos. Ses poulains sont très réputés.

## Utilisations

### Travail
Cheval d'attelage, le trotteur Norfolk a été employé par le commerce et à la traction des célèbres « taxis » londoniens à deux roues, les cabs. Il sert également de monture militaire.

### Influence sur d'autres races
Si le trotteur du Norfolk est peu connu de nos jours, ce cheval d'attelage joue un rôle central dans la formation de nombreuses autres races, européennes ou non. En 1806, Pretender, un fils de Fireaway, est importé dans le Yorkshire pour améliorer les chevaux locaux. Croisé à des juments très proches du Pur-sang, il donne naissance à la race du carrossier du Yorkshire. Le poney Dales a lui aussi été influencé. Le Français Éphrem Houël met en place la sélection aboutissant à la naissance des courses de trot et du trotteur français, issu de croisements entre des trotteurs Norfolk et l'Anglo-normand, au début du XIXe siècle. La race du trotteur français hérite du profil de tête busqué de son ancêtre. En Bretagne, le même type de croisements est mis en place entre des juments de trait et le trotteur Norfolk, aboutissant à la race dite du « Norfolk-Breton », futur postier breton. Le premier étalon répertorié de cette race s'appelle Corlay.
Le trotteur Norfolk a influencé la race du Finlandais. Aux États-Unis, le trotteur Norfolk Bellfounder, importé en 1822, contribue à la formation du trotteur américain dit Standardbred. En 1860, l'étalon demi-sang North Star (moitié Pur-sang, moitié trotteur Norfolk) est importé à Mezőhegyes en Hongrie et fonde une lignée célèbre.

## Diffusion de l'élevage
À son époque, cette race a connu une très large diffusion, tant dans son pays d'origine que dans beaucoup d'autres : France, Finlande, Hongrie, États-Unis ou encore Inde. Au début du XIXe siècle, la réputation des trotteurs anglais intéresse les Français, et de 1834 à 1860, beaucoup de trotteurs Norfolk sont importés pour les besoins militaires. L'administration des haras peine à satisfaire la demande qui, en 1874, est devenue très importante. Le trotteur Norfolk est aussi importé en Inde par les Britanniques pour servir à la remonte militaire.

## Dans la culture
La vie de Fireaway, un étalon de Norfolk à la robe aubère, importé au Canada vers 1800, est racontée dans le roman Red River Stallion de Troon Harrison. L'ouvrage contient une postface historique au sujet de la race, disant que ses origines remontent aux années 1300, lorsque la royauté anglaise a soutenu la sélection d'un cheval trotteur d'attelage. Le roman s'appuie sur l'existence bien attestée de Fireaway, et raconte son influence sur le Standardbred américain. La race se retrouve dans Small Gains, un roman qui se déroule dans le même contexte, juste après les guerres napoléoniennes.